# Kamienna Wola (Gowarczów)
Pour les articles homonymes, voir Kamienna Wola.
Kamienna Wola est une localité polonaise de la gmina de Gowarczów, située dans le powiat de Końskie en voïvodie de Sainte-Croix.